# Aberargie
Aberargie (gälisch: Obar Fhargaidh) ist eine Ortschaft in der schottischen Council Area Perth and Kinross.

## Lage
Sie liegt etwa 1,5 km westlich von Abernethy und drei Kilometer südlich von Bridge of Earn. Die Ortschaft wird alternativ Aberdargie bezeichnet.